# NGC 6917
NGC 6917 је спирална галаксија у сазвежђу Делфин која се налази на NGC листи објеката дубоког неба.
Деклинација објекта је + 8° 5' 50" а ректасцензија 20h 27m 28,4s. Привидна величина (магнитуда) објекта NGC 6917 износи 13,2 а фотографска магнитуда 14,1. NGC 6917 је још познат и под ознакама UGC 11563, MCG 1-52-7, CGCG 399-10, IRAS 20249+0755, PGC 64715.